# Generalpolkovnik (Hrvaška)
Generalpolkovnik (izvirno hrvaško General pukovnik; dobesedno General polkovnik) je generalski vojaški čin v Hrvaški vojski; v Hrvaški vojni mornarici ustreza čin viceadmirala. V skladu s Natovim standardom STANAG 2116 čin spada v razred OF-8 in velja za trizvezdni čin. Višji čin je general divizije in nižji čin je generalmajor.

## Določila o činu
V skladu z Zakonom o službi v Oboroženih silah Republike Hrvaške mora povišanje predlagati načelnik Generalštaba Oboroženih sil Republike Hrvaške v soglasju z ministrom za obrambo Republike Hrvaške, nato pa o povišanju odloča vrhovni poveljnik oboroženih sil: tj. predsednik Republike Hrvaške.. Tako ustreza činu generalporočnika (ZDA), generalporočnika (Združeno kraljestvo), generalpodpolkovnika (SFRJ), generalpodpolkovnika (Slovenija),...
Oznaka čina je sledeče: nad tremi ležečimi, podolgovatimi pletenicami (pri čemer je srednja tanjša) se nahajajo tri pletenice v obliki kvadrata oz. kara.
Nošnjo oznake čine narekuje Pravilnik o vojaški uniformi; na slavnostni in službeni uniformi se tako oznaka čina nahaja na naramenskih epoletah, medtem ko se na vojni (maskirni) uniformi oznaka čina nahaja na levi strani prsi, nad žepom (jakne, bluze,...).